# Michael Andreaš
Michael Andreaš, auch Michael Andreash, (* 28. September 1762 in Feistritz im Rosental; † 1821 in St. Jakob im Rosental) war ein slowenischer Dichter.

## Leben
Michael Andreaš stammte aus Kärnten und war der Sohn eines Landwirtes. Er war zwar in seiner Jugend wissbegierig, konnte aber keine Schule besuchen, weil in der Umgebung keine Schule war. Hingegen wurde er Weber. Um sich in diesem Handwerk fortzubilden, wanderte er nach Sankt Jakob im Rosental. Dabei durchquerte er den deutschsprachigen Teil Kärntens, wo er das Lesen und die deutsche Sprache erlernte. Außerdem lernte er, in Deutsch und Slowenisch zu schreiben. Unter der Woche webte er zu dieser Zeit, sonntags hingegen dichtete er. 1821 starb er in St. Jakob.

## Wirken
Immer sonntags schrieb Andreaš seine schlichten, aber tiefsinnigen Gedichte. Stoff dazu nahm er aus seinen eigenen Lebenserfahrungen, dichtete aber auch kirchliche Loblieder. Er versuchte, durch diese Lieder Vorurteile und Missbräuche unter dem Volk zu bekämpfen. Auch komponierte er selbst die Melodien, wurde aber nie in der Musik ausgebildet. Der Glaube an Gott veranlasste ihn auch dazu, im Kirchenchor zu singen. Seine Lieder waren unter dem Volk beliebt und wurden so zu Volksliedern. Noch Mitte des 19. Jahrhunderts wurden sie gesungen, aber nicht gesammelt herausgegeben. Ein paar von ihnen fanden Aufnahme in Matthias Ahazels Sammlung Pesmepo Korôshkim ino Shtajarskim etc. (Klagenfurt 1833). Zwei dieser Lieder übersetzte Johann Gabriel Seidl ins Deutsche. So sind noch acht von Andreaš Liedern erhalten, die restlichen sind verschollen.